# Transformatorhuisje (Soest, Krommeweg)
Het PUEM-transformatorhuisje is een gemeentelijk monument aan de Krommeweg in Soest in de provincie Utrecht.
De Provinciale Utrechtse Elektriciteits Maatschappij (PUEM) liet in 1949 het transformatorhuisje bouwen naar een ontwerp van de Utrechtse architect H.E. Schulte. Deze ontwierp in de veertiger en vijftiger jaren meestal trafohuisjes. Dit huisje is gebouwd in de stijl van de Delftse School.
Gekrulde ijzeren schoren ondersteunen het zadeldak. De nok van dit dak staat haaks op de Krommeweg. De muren zijn opgebouwd uit blokken van vier liggende en vier staande bakstenen. Boven het luifeltje van de voordeur bevinden zich drie ronde roosters.
In de linkergevel is een stalen deur.